# 스몰라이트
스몰 라이트
1. 《도라에몽》에 등장하는 비밀도구 중 하나이다. 이 문서에서 다루는 내용이다.
2. 자동차의 등화장치류의 하나로 차폭등의 수. 스몰라이프.

스몰 라이트(일본어: スモールライト)는 후지코 F. 후지오의 만화 《도라에몽》에 등장하는 비밀도구 중 하나이다. 텐토우무시코믹스 《도라에몽》 제5권에 수록된 〈코끼리와 아저씨〉(ゾウとおじさん) 편에 처음으로 등장했다.

## 개요
손전등 모양이며, 어떠한 물체의 축소에 사용하는 도구이다. 축소 스위치를 눌러 나오는 빛을 축소하고자 하는 물체에 맞추면 그 물체가 작아진다.
반대되는 기능을 가진 도구로 빅 라이트가 있다.
비슷한 기능을 가진 도구로는 걸리버 터널이나 난쟁이가 있다. 그러나 이 두 도구는 일정한 축소율에 한하여 작아지며, 그 이상으로는 작아지지 않으나, 스몰라이트는 축소 비율을 자유롭게 조절할 수 있다(물체에 빛을 오래 맞추면 그 물체는 계속 작아진다).
일반적으로 1.5볼트 알칼리 전지 2개를 동력원으로 한다. 축소 스위치를 누르면 3볼트의 전압에 의해 에너지 전환 장치가 작동하여 전기 에너지를 축소 빔으로 바꾸고 물질을 축소할 수 있는 광선을 방출한다. 또한 리저브(Reserve) 탱크가 내장되어 있어, 배터리가 다 떨어져도 예비 전력을 이용하여 한 번 더 사용할 수 있다.
《도라에몽 노비타의 우주소전쟁》에서는 스몰라이트에서 나오는 해제 광선을 물체에 쬐면 물체를 원래 크기로 되돌릴 수 있다고 설정되어 있다. 또한 이 작품에서는 스몰라이트의 효력에는 시간 제한이 있으며, 축소된 후 어느 정도(약간의 개인차 있음) 시간이 경과하면 해제 광선 없이도 원래의 크기로 돌아간다는 설정이 있다.

## 관련 도구
빅 라이트
스몰라이트와 전혀 반대되는 능력을 가지고 있다. 하지만 스몰라이트는 라이트가 둥근 모양이고 빅라이트는 라이트가 사각형 모양이다. 그 외에도 색 등이 다르다.
어떤 물건이든 크게 만들 수 있다. 물건에 라이트를 비추기만 하면 된다.
라이트를 쬐게 하는 시간이 길면 길수록 빛에 많이 노출되게 되므로 라이트를 오랫동안 쬐는 게 커지는데 효과가 있다. 한계 없이 무한으로 커지게 만드므로 주의해야 한다.

## 같이 보기
- 도라에몽
- 도라에몽의 도구
- 도라에몽 (등장인물)
- 빅 라이트